# Nokturny op. 48 Fryderyka Chopina
Nokturny op. 48 Fryderyka Chopina – dwa nokturny, c-moll nr 1 i fis-moll nr 2, powstałe w roku 1841 i wydane w roku 1841 w Paryżu, w roku 1842 w Lipsku i w roku 1843–44 w Londynie. Dedykowane Laure Duperré.